# Alpiene orogenese

Alpiene structuren in het Middellandse Zeegebied en het Midden-Oosten.

De Alpiene orogenese was een periode van gebergtevorming of orogenese gedurende het Cenozoïcum. De orogenese vond plaats doordat de continenten Afrika en India samen met een aantal microcontinenten naar het noorden bewogen en daarbij in collisie kwamen met Eurazië, waardoor de Tethysoceaan sloot. Een hele serie gebergtes ontstond: in Europa de Pyreneeën, de Alpen, de Karpaten en de Dinarische Alpen, in Anatolië de Taurus, Kaukasus en Pontus en in Zuid-Azië de Zagros, Hindoekoesj, Karakoram en Himalaya. Deze gebergten samen worden wel de Alpine gebergtegordel genoemd.

## Naamgeving
De naam komt van de Alpen.

## Beschrijving
De Alpiene orogenese begon in het westen al in het Midden-Krijt, maar de belangrijkste fases lagen in het Tertiair. Omdat de Afrikaanse en Europese platen niet continu naar elkaar toe bewogen en bovendien sprake is van een aantal microplaten, heeft de gebergtevorming een erg complexe geschiedenis. Toch is in de Alpen een duidelijke asymmetrische structuur te zien, die mag worden verwacht bij een gebergte dat ontstaan is uit continentale collisie.
In het oosten begon de gebergtevorming pas rond 10 Ma, toen India met Azië botste. De snelheid van de platen is hier het grootst, waardoor de gebergtevorming extremer is.